# Summe sacerdot
El summe sacerdot (o, amb menys freqüència, summa sacerdotessa) era una persona que exerceix la funció de governant-sacerdot, o per a aquell que és el cap d'un casta religiosa.

## Antic Egipte

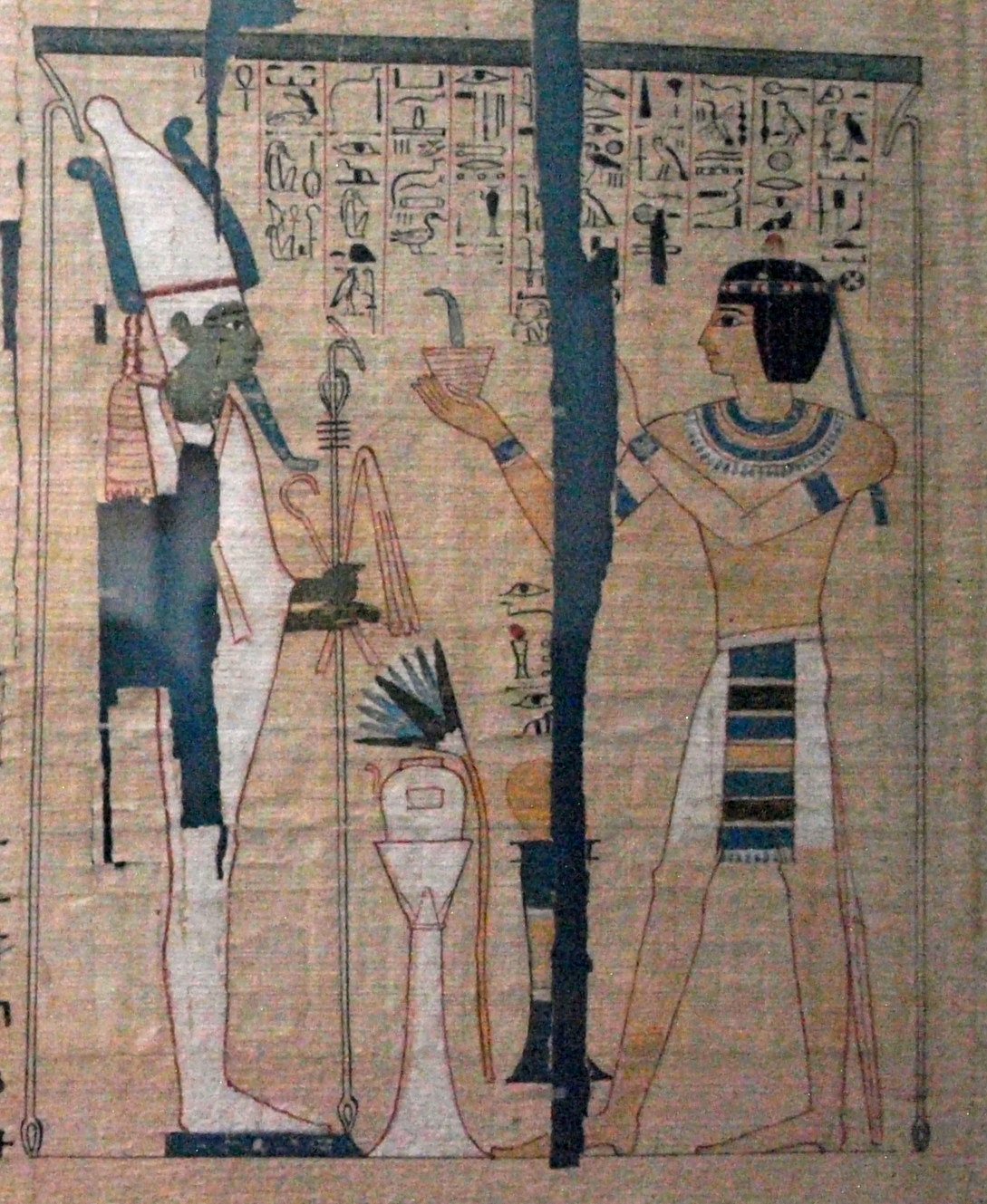
Pinedjem II com a Summe Sacerdot d'Amon. Del seu Llibre dels Morts.

A l'antic Egipte, un summe sacerdot era el gran sacerdot de qualsevol dels molts déus venerats pels egipcis.
- Summe Sacerdot d'Amon El principal culte d'Amon era a Tebes.
- Summes Sacerdots d'Amon tebans Si bé no són considerats com una dinastia, el Summes Sacerdots d'Amon a Tebes gaudien però de tal poder i influència que eren efectivament els governants l'Alt Egipte des de 1080 aC al c. 943 aC
- Summe Sacerdot d'Osiris. El principal culte d'Osiris era a Abidos.
- Summe Sacerdot de Ptah. El principal culte de Ptah estava a Memfis.
- Summe Sacerdot de Ra. El principal culte de Ra estava a Heliòpolis.
- Esposa del Déu d'Amon la sacerdotessa de més alt rang del culte a Amon. Durant l'Imperi Nou, el càrrec, reservat a les princeses de llinatge reial i sovint associat al títol de Gran Esposa Reial, també servia per a legitimar la descendència i determinar l'hereu del faraó.
- Divina Adoratriu d'Amon un càrrec similar a l'anterior, emprat sobretot durant el Tercer Període Intermedi.

## Antic Israel
El sacerdoci a l'antic Israel tenia un gran sacerdot que servia al tabernacle i al Primer Temple i Segon Temple de Jerusalem.
- Llista dels grans sacerdots d'Israel
- El Summe sacerdot samarità és el summe sacerdot de la comunitat samaritana.

## Món antic
- Archiereus: títol de summe sacerdot de l'antiga Grècia.
- Dastur és un summe sacerdot zoroàstric
- Hierofanta, el gran sacerdot, dels Misteris d'Eleusis.
- NIN o EN en escriptura cuneiforme, un summe sacerdot o sacerdotessa d'una deïtat-patró d'una ciutat estat sumèria[1]
- Pontifex Maximus a l'antiga Roma.

## Índia
- Vidyaranya va ser un summe sacerdot hindú a l'Imperi de Vijayanagara.
- Panditrao era un títol del summe sacerdot que s'asseia al Consell de 8 (Ashta Pradhan) a principis de l'Imperi Maratha.

## Cristianisme
El llibre del Nou Testament als Hebreus utilitza el terme "gran sacerdot" setze vegades, en deu d'aquests casos Jesucrist és explícitament o implícitament identificat com el titular del càrrec (per exemple, Hebreus 3:01; 4:14 i 9:11). Alguns textos de l'Antic Testament profetitzen sobre un rei-sacerdot (a l'antic Israel, els sacerdots i la reialesa eren diferents: els sacerdots provenien de la tribu de Leví i els reis de les tribus de Benjamí i de Judà). El cristianisme veié Jesús com a compliment de les profecies de l'Antic Testament, com aquell que reemplaçava efectivament l'antic sistema de culte jueu.
- Za 6:13: "Ben cert, reconstruirà el temple del Senyor, es vestirà de majestat i s'asseurà al tron per governar. També el sacerdot seurà en el seu tron, i entre tots dos hi haurà pau i concòrdia".
- Sl 110:2-4: "Que el Senyor estengui lluny, des de Sió, el poder del teu ceptre. Impera enmig dels enemics. El Senyor no es desdiu del que jurà: «Ets sacerdot per sempre com ho fou Melquisedec.»"

Una comparació d'altres religions amb les branques dels cristianisme modernes podria comparar un summe sacerdot amb el Papa a l'Església Catòlica Romana, el Patriarca a Església Ortodoxa, o el Primat en les esglésies anglicana o episcopal, però de nou és tradicional per referir-se només a Jesús com el summe sacerdot del cristianisme. Les assemblees de bisbes, excepte en la Comunió anglicana i les esglésies luteranes supervisades, també es poden referir als bisbes com a summes sacerdots, ja que es creu que comparteixen la seva naturalesa, és a dir: són considerats instruments terrenals del pontificat de Jesucrist. A l'Església de Jesucrist dels Sants dels Darrers Dies i altres moviments dels Sants dels Últims Dies, el terme Summe Sacerdot considera també entre els oficis del sacerdoci el Sacerdoci de Melquidesec.

## Altres religions
- El sacerdoci maia del segle xvi estava encapçalat per un gran sacerdot que donava instruccions als altres sacerdots i aconsellava el rei.
- Kahuna, presideix el temple o heiau. Sota el Kahuna Nui hi ha diversos tipus i graus de sacerdots.
- Al xintoisme, un summe sacerdot, anomenat Guji, sol ser el sacerdot de més alt rang (Kannushi) en un santuari.
- A l'Ásatrú, el gran sacerdot s'anomena goði (oGyda) i és el líder d'un petit grup de practicants als quals hom es refereix col·lectivament com un Kindred. Els goði són coneguts col·lectivament com a Godar.
- Tant a la religió ioruba com en un nombre de les seves diferents sectes del Nou Món, com la Santeria, s'anomena babalawo a un summe sacerdot. El terme significa home savi, i prové de la llengua ioruba de l'Àfrica Occidental.

## Usos no religiosos
Encara que el títol es fa servir generalment en el marc d'una organització religiosa, alguns grups no religiosos el fan servir, ja sigui per fer burleta o per la tradició, per fer referència als càrrecs d'alt rang dins del grup. Per exemple, a la Maçoneria del Reial Arc, l'excel·lent Summe Sacerdot serveix com a líder del capítol. Com que el títol és al·legòric a la natura, una referència a la Kohen Gadol, la posició esdevé sense cap autoritat religiosa. La frase també es fa servir sovint per descriure algú que es considera un innovador i líder en el camp de la realització. Per exemple, una publicació de 1893 descriu l'antic dramaturg grec Aristòfanes per haver estat "el gran sacerdot de la comèdia"
El llibertari locutor i promotor de l'impost equitatiu Neil Boortz sovint es refereix a si mateix en directe el "summe sacerdot de l'Església de la veritat dolorosa"
La música Nina Simone sovint es coneix com la Gran Sacerdotessa del Soul.
La sacerdotessa és el segon triomf o la carta principal d'Arcana en els jocs de tarot més tradicionals.